# Университет Торонто
Университет Торонто (англ. University of Toronto, сокращённо U of T) — государственный исследовательский университет в Торонто, Онтарио, Канада. Один из престижнейших университетов Канады и мира. Большинство основных территорий и объектов университета расположены к северу от Финансового округа в Парке Королевы.

## История
Основан в 1827 году коронным указом как Королевский колледж, начал работу в 1843 году. Первоначально находился под управлением британской колониальной администрации и Церкви Англии, однако последнее обстоятельство препятствовало популярности колледжа. В результате в 1849 году вуз был секуляризован, а 1850 году получил название Университет Торонто.
На протяжении 1850-х годов велась структурная реорганизация университета, в рамках которой в 1853 году был создан отдельный Университетский колледж, где велось преподавание; сам университет в это время выполнял только функции приёма экзаменов и присвоения степеней, и лишь в 1887 году в нём возобновился учебный процесс и восстановлены ранее упразднённые юридический и медицинский факультеты. Позже несколько других вузов, аффилированных с христианскими деноминациями, интегрировались в его систему, в то же время сохраняя статус независимых университетов, чтобы иметь возможность присваивать степени по богословию. В их число входили англиканский Уиклиф-колледж (в 1889 году), методистский Колледж Виктории в Кобурге, римско-католический Колледж Святого Михаила, пресвитерианский Нокс-колледж (все в 1890 году), Тринити-колледж (1904) и методистский Эмануэль-колледж (1925). В 1896 году в систему Университета Торонто вошла музыкальная консерватория. С 1888 по 1925 год с университетом был аффилирован Королевский колледж зубных хирургов, затем преобразованный в стоматологический факультет.
В первые несколько десятилетий XX века были учреждены факультеты домоводства (1906), педагогический (1907), лесоводства (1908), социальной работы (1914), сестринского дела (1920) и гигиены (1926), с 1924 года начал работу факультет последипломного образования. В 1948 году в университете открылась школа архитектуры, в 1958 году — институт делового администрирования.
В 1901 году начало работу издательство Торонтского университета, к 1945 году превратившееся в полноценный издательский дом. В 1988 году в издательстве выходили 25 журналов и около 100 книг ежегодно.
К 1960-м годам рост населения города привёл к необходимости децентрализации Университета Торонто. В 1964 году открылся филиал в Скарборо, а в 1966 году — Эриндейл-колледж (позже переименованный в Университет Торонто в Миссиссоге). Йоркский университет, с момента основания в 1959 году аффилированный с Университетом Торонто, в 1965 году стал полностью независимым.

## Структура
Университет Торонто — коллегиальный университет, то есть, университет, состоящий из нескольких разнопрофильных колледжей. Университет Торонто включает в себя 12 колледжей, имеющих различия не только в тематике преподаваемого материала, но и в истории, традициях, степени автономности учебной базы, финансирования и во многом другом.
В начале 2020-х годов университет предлагал около 700 учебных программ для первой учёной степени и более 200 программ для студентов более высоких степеней. В 2023/2024 году в нём обучались более 102 тысяч студентов, с которыми работали более 16 500 преподавателей. Помимо канадцев, в университете занимаются студенты примерно из 160 стран.
Децентрализованная структура университета включает три студгородка — Сент-Джордж, Скарборо и Миссиссога. Основной кампус Сент-Джордж расположен в центре Торонто, в нём учатся примерно 60 % студентов бакалавриата и 95 % студентов более высоких степеней. Его площадь составляет 67 га. Этот студгородок, где историческая архитектура сочетается с парковыми зонами, сравнивают с кампусами Оксфорда и Кембриджа. Кампус Миссиссога расположен западнее городской границы Торонто и включает 225 акров (91 га) Зелёного пояса — охраняемой законом парково-лесной зоны вокруг Торонто. Кампус Скарборо площадью 300 акров (120 га) располагается на востоке города и включает новый водноспортивный центр.
Помимо высшего образования, важную роль в работе университета занимают научные исследования. В начале 2020-х годов в Университете Торонто и аффилированных с ним больницах 330 исследователей вели научную работу на грантах на общую сумму 1,3 млрд долларов. Среди научных подразделений университета — отделение медицинских исследований им. Бантинга и Беста, Коннахтские медицинские лаборатории и Папский институт средневековых исследований. На базе Университета Торонто состоялось открытие инсулина, достигнуты ключевые успехи в изучении стволовых клеток, генов, отвечающих за развитие муковисцидоза и наиболее тяжёлой формы болезни Альцгеймера, разработаны искусственная поджелудочная железа, жидкий гелий и лазерная запись изображений, издаются «Канадский биографический словарь» и «Словарь древнеанглийского языка». Книжные коллекции библиотек университета и аффилированых организаций насчитывают более 8 млн наименований, в 44 библиотеках самого университета содержится 19 млн физических копий книг.
Помимо обучения, университет обеспечивает досуг студентов. На его основе действует порядка сорока команд в разных видах спорта. Центром культурной жизни учащихся является Харт-хауз, считающийся образцом студенческих центров Северной Америки, располагающийся в относительно большом здании готического стиля.

## Рейтинги
| Год  | Место по Канаде | Место по миру | Название рейтинга                                               |
| ---- | --------------- | ------------- | --------------------------------------------------------------- |
| 2024 |                 | 3             | Наукометрический рейтинг университетов                          |
| 2024 |                 | 9             | Лейденский рейтинг                                              |
| 2025 | 1               | 16            | Рейтинг лучших университетов мира U.S. News & World Report      |
| 2025 |                 | 21            | Рейтинг мировых университетов Times Higher Education от Reuters |
| 2025 |                 | 26            | Академический рейтинг университетов мира (Шанхайский рейтинг)   |
| 2025 |                 | 29            | Рейтинг университетов мира QS                                   |
| 2025 | 2               |               | Рейтинг Maclean's (университеты со школами медицины)            |

## Учебные корпуса
Университет регулярно посещается туристами, поскольку ряд учебных корпусов университета в стиле коллегиальной готики является памятниками архитектуры. Также на территории Торонтского университета нередко снимаются кинофильмы.
Студенческий городок университета занимает 10 кварталов в центре Торонто к востоку от улицы Spadina, до здания правительства провинции Онтарио. В университете имеется десятиэтажная библиотека. Помимо центрального, университет имеет ещё два филиала со студенческими городками, расположенные в Скарборо и в Миссиссоге.

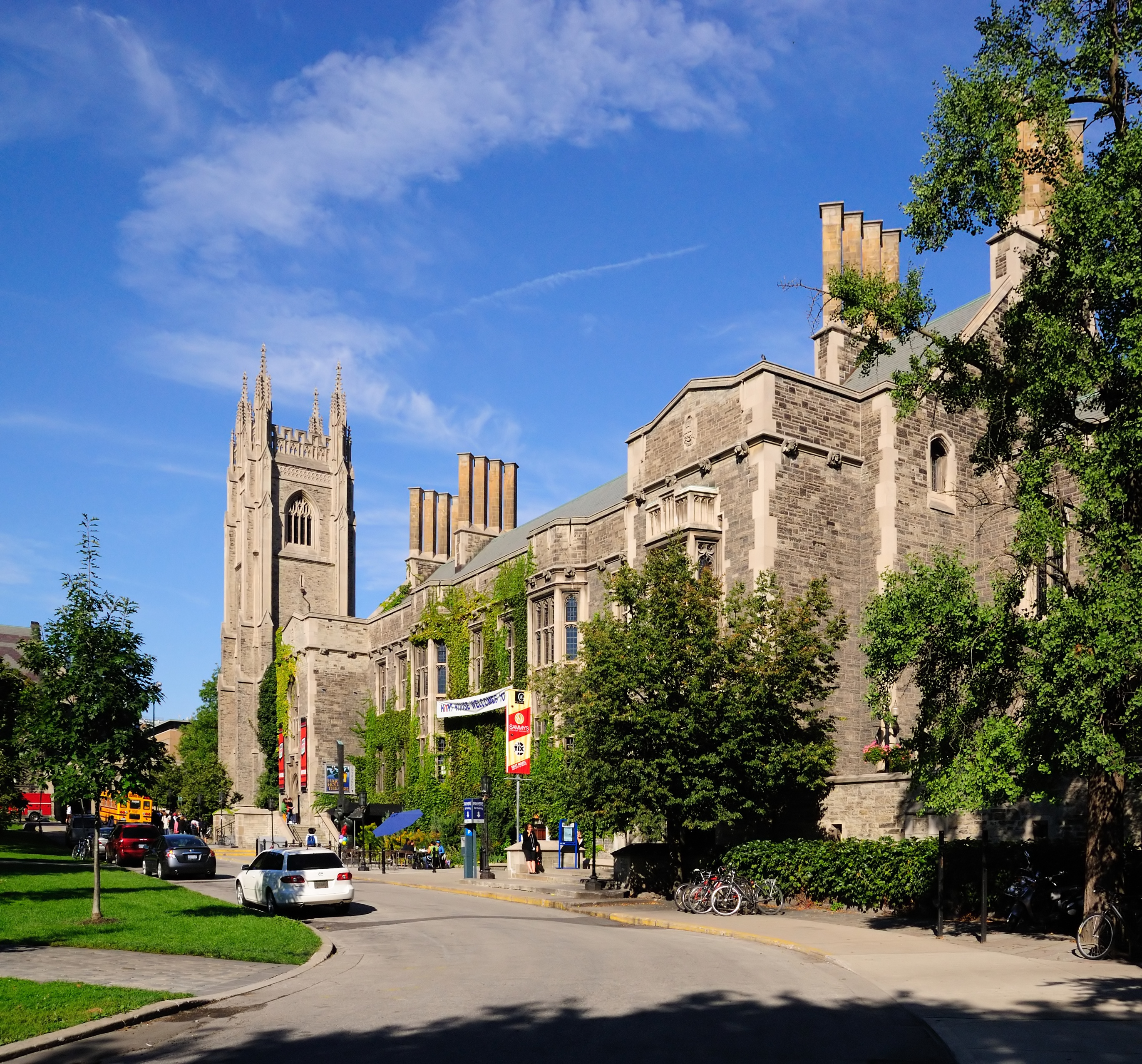
Харт-хаус, университетский студенческий центр
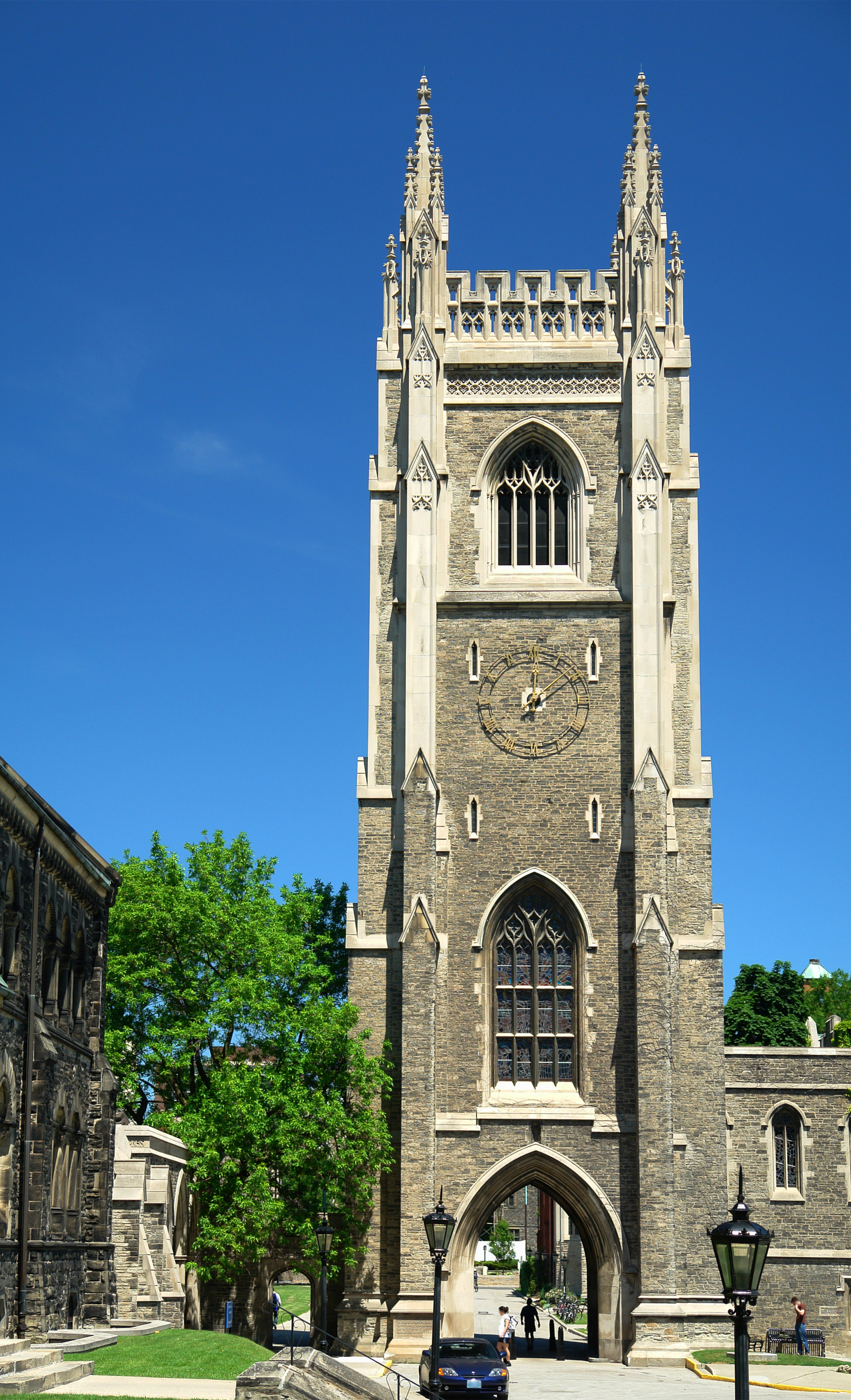
Солдатская башня - мемориал павшим
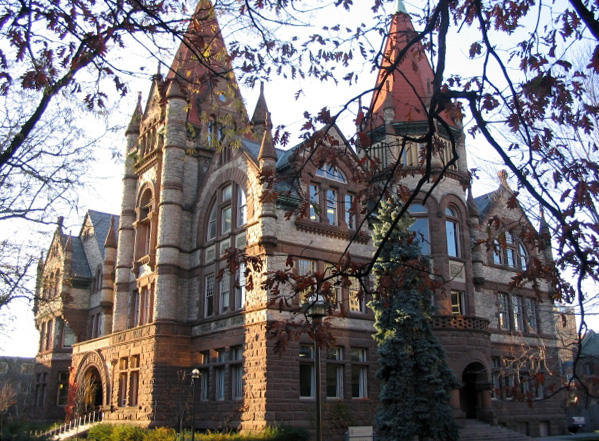
Олд Вик колледжа Виктория
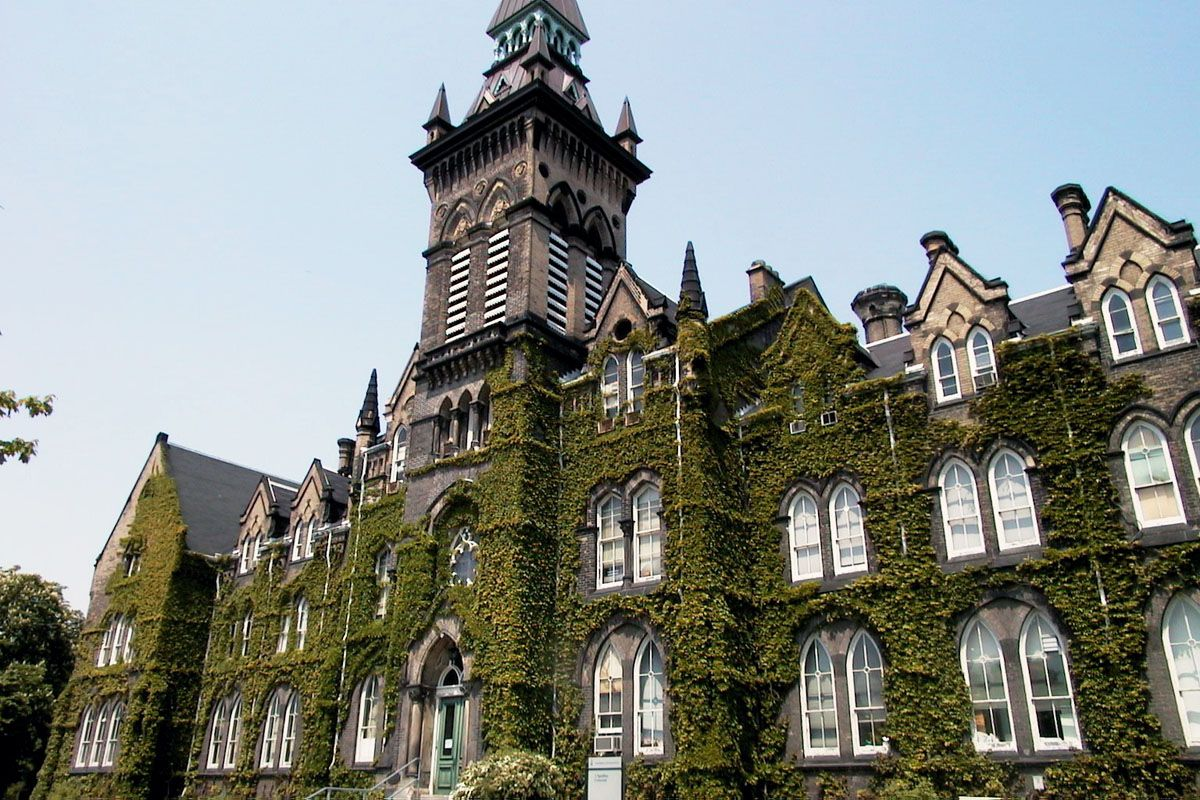
Факультет искусств
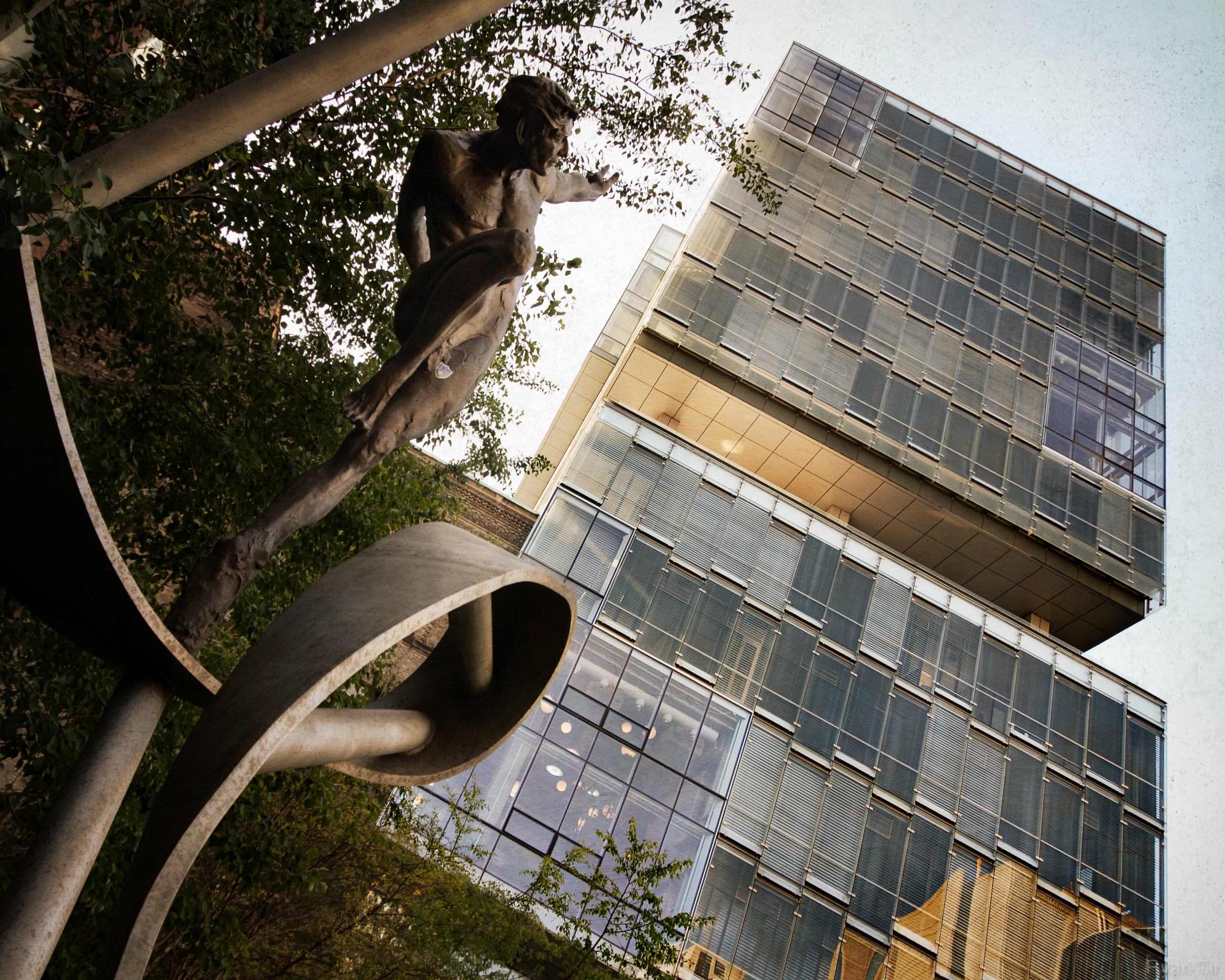
Доннели-центр - кластер биологических исследований

## Известные выпускники и преподаватели
Среди бывших студентов Университета Торонто — пять премьер-министров Канады и десять Нобелевских лауреатов.
Естественные науки
- Артур Шавлов
- Бертрам Брокхауз
- Джон Полани
- Вальтер Кон
- Кларенс Чант
- Генри Хинд

Медицина
- Фредерик Бантинг
- Джон Маклеод
- Оливер Смитис
- Элизабет Багшоу
- Уилфред Бигелоу

Литература
- Уильям Фолкнер
- Мария Лаудер
- Стивен Ликок[2]
- Фарли Моуэт[2]
- Майкл Ондатже[2]
- Маргарет Этвуд[2]

История
- Сара Гинайте

Политика
- Лестер Пирсон[2]
- Уильям Лайон Маккензи Кинг[2]
- Артур Мейен[2]
- Винцент Жук-Гришкевич

Журналистика
- Адриенна Кларксон[2]
- Кэтрин Хамфрис

Искусство
- Дайана Иден